# 曹爾凱
曹爾凱（1977年11月6日—），中华民国政治人物，生於福建省連江縣，律師出身，擁有政治與法律雙重專業，馬祖高中，國立政治大學政治系畢業，連江縣前民政局長中國國民黨籍曹爾元為其胞兄，中國國民黨籍前立委曹爾忠為其宗族兄長。經營曹爾凱律師事務所，曾為台灣民眾黨連江縣黨部主委。

## 政治活動
2024年代表台灣民眾黨參選連江縣立委。參選主要政見包括權力輪替常態化、醫療轉診制度化、落實還地於民政策、落實兩岸和平經貿區、落實興建南北竿大橋，落選

## 爭議
2024年3月，台灣民眾黨中評會稱，曹爾凱任職民眾黨連江縣黨部主委期間行為不當，經申訴後認定性騷擾成立，決議停權曹爾凱3年，並將其黨部主委一職撤銷，曹猶自稱「已識乾坤大，猶憐草木青」。

## 選舉紀錄
| 年度 | 選舉屆數             | 選舉區       | 所屬政黨   | 得票數 | 得票率 | 當選標記 | 備註 |
| ---- | -------------------- | ------------ | ---------- | ------ | ------ | -------- | ---- |
| 2024 | 第十一屆立法委員選舉 | 連江縣選舉區 | 臺灣民眾黨 | 1,374  | 23.39% |          |      |

## 外部連結
- 【眾選之人】落實權力輪替.兩岸交流！曹爾凱自認「這優勢」更勝對手 ＠連江縣 （页面存档备份，存于）
- 曹爾凱的Facebook專頁